# جيل الارتداد

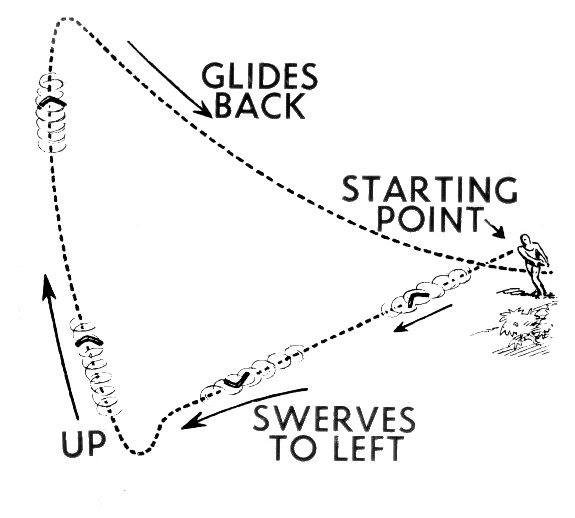
العنصر المرتد يعود إلى المكان الذي تم إرساله منه

جيل الارتداد هو مصطلح من بين العديد من المصطلحات التي يتم تطبيقها على جيل البالغين الصغار الحاليين في الثقافة الغربية. ويطلق عليهم هذا الاسم بسبب تكرار اختيارهم للتعايش مع أولياء أمورهم بعد فترة قصيرة من العيش بمفردهم - وبالتالي يرتدون إلى مكانهم الأصلي. ويمكن أن يأخذ هذا التعايش العديد من الأشكال، والتي تتراوح من المواقف التي تعكس الاعتمادية العالية في فترة ما قبل البلوغ وحتى الاستقلالية التامة، من خلال ترتيبات السكن المنفصلة.
ويمكن استخدام هذا المصطلح للإشارة إلى أفراد هذه المجموعة العمرية فقط التي تعود إلى المنزل، وليس إلى الجيل كله. ومع اختلاف ممارسات مغادرة المنزل حسب الطبقة الاقتصادية، يتم تطبيق المصطلح بشكل ذي مغزى على أفراد الطبقة الوسطى.

## مقدمة
إن التوقعات الأبوية بالإصابة بـ «متلازمة العش الفارغ»، التي تعد أمرًا تقليديًا في الولايات المتحدة وبعض الدول الصناعية الأخرى، تفسح المجال بشكل متزايد لحقيقة «العش المفعم بالفوضى» أو «العش المزدحم». وقد اشتهر المصطلح الأخير على يد كاثلين شابوتيس في كتابها الصادر في عام 2004 The Crowded Nest Syndrome: Surviving the Return of Adult Children، الذي يتعامل مع نظرة هامة للاتجاه.
ويناقش البروفيسور رودريك بياوجوت من جامعة غرب أونتاريو ظاهرة التأخر في ترك البيت بإسهاب. وهو يذكر إحصاءات تعداد كندا، والتي تشير إلى أنه في عام 1981، كان 27.5% من الكنديين الذين تتراوح أعمارهم بين 20 و29 عامًا يعيشون مع أولياء أمورهم، وفي 2001، تزايد هذا الرقم ليصل إلى 41%. وقد تزايدت نسبة البالغين الذين تتراوح أعمارهم بين 20 إلى 34 في الولايات المتحدة ويعيشون مع أولياء أمورهم من 9% في عام 1960 إلى حوالي 17% في عام 2000. ومع ذلك، فإن بيانات التعداد في الولايات المتحدة تقترح كذلك أن معدل الأطفال البالغين الذين يعيشون مع أولياء أمورهم ثابت منذ عام 1981.)وقد ذكر مكتب التعداد في الولايات المتحدة حدوث زيادة بنسبة 5% في عدد الشباب (الذين تتراوح أعمارهم بين 24 و34 عامًا) الذين يعيشون مع أولياء أمورهم في الفترة بين 2005 (14%) و2011 (19%). وفي نفس الفترة، تزايد عدد الشابات اللواتي تعشن مع أولياء أمورهن من 8% في عام 2005 إلى 10% في عام 2011.)
وتتزامن أعياد الميلاد الثامنة عشرة إلى الحادية والعشرين لهذا الجيل مع الانهيار الاقتصادي الذي بدأ مع انهيار فقاعة سوق الأوراق المالية في عام 2000. وقد أدى ذلك إلى زيادة مستوى البطالة حتى عام 2004، وهو نفس الوقت الذي دخل فيه هذا الجيل قوة العمل بعد إنهاء المدرسة الثانوية أو بعد التخرج من الكليات. وبالإضافة إلى ذلك، في الاقتصاد الجديد، عندما قللت الظواهر الناجمة عن العولمة مثل التعهيد من العديد من الوظائف،  انخفضت مستويات الأجور الحقيقية على مدار العشرين عامًا المنصرمة، ولم تعد الدرجة الجامعية تضمن استقرار الوظائف.
 وهذه الطريقة هي أسهل طريقة، إن لم تكن الطريقة الوحيدة، لهؤلاء الشباب للاستمتاع بأسلوب حياة الطبقة الوسطى الذي توقعوه. وبالإضافة إلى ذلك، ومع الأزمة الاقتصادية التي ضربت معظم أرجاء العالم، تم تسريح الكثير من الشباب أو الذين لم يستطيعوا التمكن من الحياة بمفردهم. ويسمح لهم خيار العودة إلى المنزل بالحصول على المنح الدراسية غير مدفوعة الأجر بالإضافة إلى الحصول على التعليم الإضافي بدون عبء دفع الإيجار بأسعار السوق (أو دفع الإيجار على الإطلاق).
ويختلف هذا الجيل عن الأجيال السابقة له في أن العديد من الأفراد يتوقعون البقاء مع آبائهم لعدة أعوام مع الحفاظ على مستويات الحياة الاجتماعية والاحترافية الخاصة بهم. وتبقى الحياة في المنزل أولوية لأغلب أفراد جيل الارتداد.
وقد كان يشار إلى أولياء أمور هؤلاء البالغين باسم «الأطفال العابسون.»

## الاتجاه
لقد أدت ظاهرة الارتداد/التأخر في ترك المنزل إلى ظهور قدر كبير من الاستفسارات والنقاشات، بما في ذلك الدراسات الأكاديمية في جامعات لها سمعتها، والكتب الطويلة للغاية، والمقالات في الصحف القومية، بالإضافة إلى الأفلام المتحركة الضخمة، مثل فيلم فشل الانطلاق (الصادر في عام 2006) والذي يمثل فيه النجم ماثيو ماكونوغي.

### الدعم
إن التبرير المبدئي لهذه الظاهرة، كما يظهر في المقال الصادر في جريدة يو إي نيوز آند ورلد ريبورت الذي كتبه كيمبرلي بالمر في عام 2007 والذي يحمل اسم "The New Parent Trap: More Boomers Help Adult Kids out Financially"، هو أمر اقتصادي. وعلى وجه الخصوص، فإن مصطلح الارتداد قد استخدم لجذب المراجع إلى أفراد الجيل إكس وسنوات الجيل الخاصة بجيل الارتداد الذين عادوا إلى مستوى الحياة السابق الأكثر اعتدالاً، أو الذين عادوا للحياة مع أولياء أمورهم وغيرهم ممن يحبونهم، استجابة للركود الاقتصادي. وعندما يتمكن الشاب وأولياء أمورهم من تحمل هذا الترتيب، فإنه يوفر إغاثة مالية ضخمة للشباب. ويمكن أن يكون هذا التعايش المشترك شكلاً من أشكال التأمين، خصوصًا للشباب في الأسر الأكثر فقرًا. كما يمكن أن يوفر كذلك دخلاً لا يمكن إهماله لأولياء الأمور، رغم أن الشباب في العديد من الثقافات يحتفظون بكل أو تقريبًا كل دخلهم من أجل أغراض عمليات الشراء القائمة على الدخل المتاح.
ورغم أن التعايش المشترك بين الأجيال عبارة عن أرض مجهولة للعديد في المجتمعات الغربية الصناعية وبالتالي فإنه يمثل تحديًا ضخمًا، إلا أن أولئك الذين يحاولون تحقيقه يمكنهم الاستفادة من تلك التجربة. ويميل الترتيب إلى إجبار كل المشاركين في التواصل والتفاوض بطرق لم يعتمدوا عليها عندما كان الأطفال في مرحلة ما قبل البلوغ. وفي أفضل الحالات، يمكن أن يؤدي ذلك إلى علاقات صحية بين البالغين وذلك بين أولياء الأمور والأطفال.
ويمكن أن يؤدي ذلك إلى إفادة أولياء الأمور عند الوصول إلى عمر متأخر. وفي المجتمعات التي يكون من الشائع فيها للأطفال العيش مع أولياء أمورهم حتى مرحلة البلوغ، مثل الثقافات الأسيوية والإسبانية، يعتني الأطفال بشكل أكبر بأولياء أمورهم عند التقدم في العمر، بدلاً من إلقاء المسئولية على طرف ثالث، مثل مراكز الرعاية. ومازلنا لم نعرف هل سيحذو جيل الارتداد نفس هذا الحذو أم لا، مع تقدم جيل الأطفال الذين ولدوا في فترة طفرة المواليد في العمر.

### المعارضة
يشعر منتقدو ممارسة الارتداد، مثل شابوتيس، بالقلق حيال التأثير السلبي لهذا الاتجاه على الاستقلال المالي والاجتماعي للأطفال.
فأولئك الذين يعودون إلى المنزل من الطبيعة غير المقيِدة للحياة في الجامعة يمكن أن يتعرضوا لصعوبات في إعادة التأقلم مع التوقعات المنزلية لأولياء أمورهم. وعندما تكون مساحة المعيشة مشتركة، يمكن أن يقل تكرار أو نطاق التجمع مع الأصدقاء. ويمكن أن تظهر العراقيل أمام التواعد، ويمكن أن يتعرض التواعد للإعاقة بسبب ما ينظر إليه على أنه عدم قدرة الشباب على العمل بشكل مستقل عن أولياء الأمور.